# NGC 227
NGC 227은 태양에서 약 2억 3,700만 광년 떨어져 있으며, 고래자리에 위치한 렌즈형 은하이다. 1785년 10월 1일, 윌리엄 허셜에 의해 발견되었다.

## 같이 보기
- NGC 1 ~ 999 목록